# Templo de Santa Rosa de Viterbo
El Templo de Santa Rosa de Viterbo es una edificación para el culto católico, situado en Santiago de Querétaro, capital del estado de Querétaro, en honor a Santa Rosa de Viterbo (1233– 1252), santa italiana y virgen perteneciente a la Tercera orden de San Francisco. Se trata de un ejemplo del barroco virreinal mexicano.
Su construcción se le dio a finales del siglo XVII y principios del siglo XVIII. Es trabajo del arquitecto queretano Francisco Martínez y también del arquitecto y escultor Ignacio Mariano de las Casas, lo que se considera su obra maestra. La mayor parte del templo, los trazos, el reloj en la torre, son obra de Ignacio Mariano de las Casas. Es un tesoro de la arquitectura capaz de complacer a los espíritus más críticos.
Con una historia que abarca tres siglos, este templo alberga cinco retablos de estilo barroco, todos ellos pintados en el siglo XVIII por Ignacio Mariano de las Casas. Cada retablo está adornado con sinuosas formas vegetales, coronas y ángeles en diferentes posturas, ya que no es de piedra y está dedicado a diferentes santos.

### Real colegio y beaterio de Santa Rosa de Viterbo
El colegio de monjas es conocido por ser una monumental obra arquitectónica, dentro de esta abundan columnas y muros macizos, de igual manera, destaca la altura de sus techos, arcos y lobulados, esto logra un efecto de movimiento que enriquece la arquitectura de este colegio.
Se considera un claustro barroco. 

## Galería

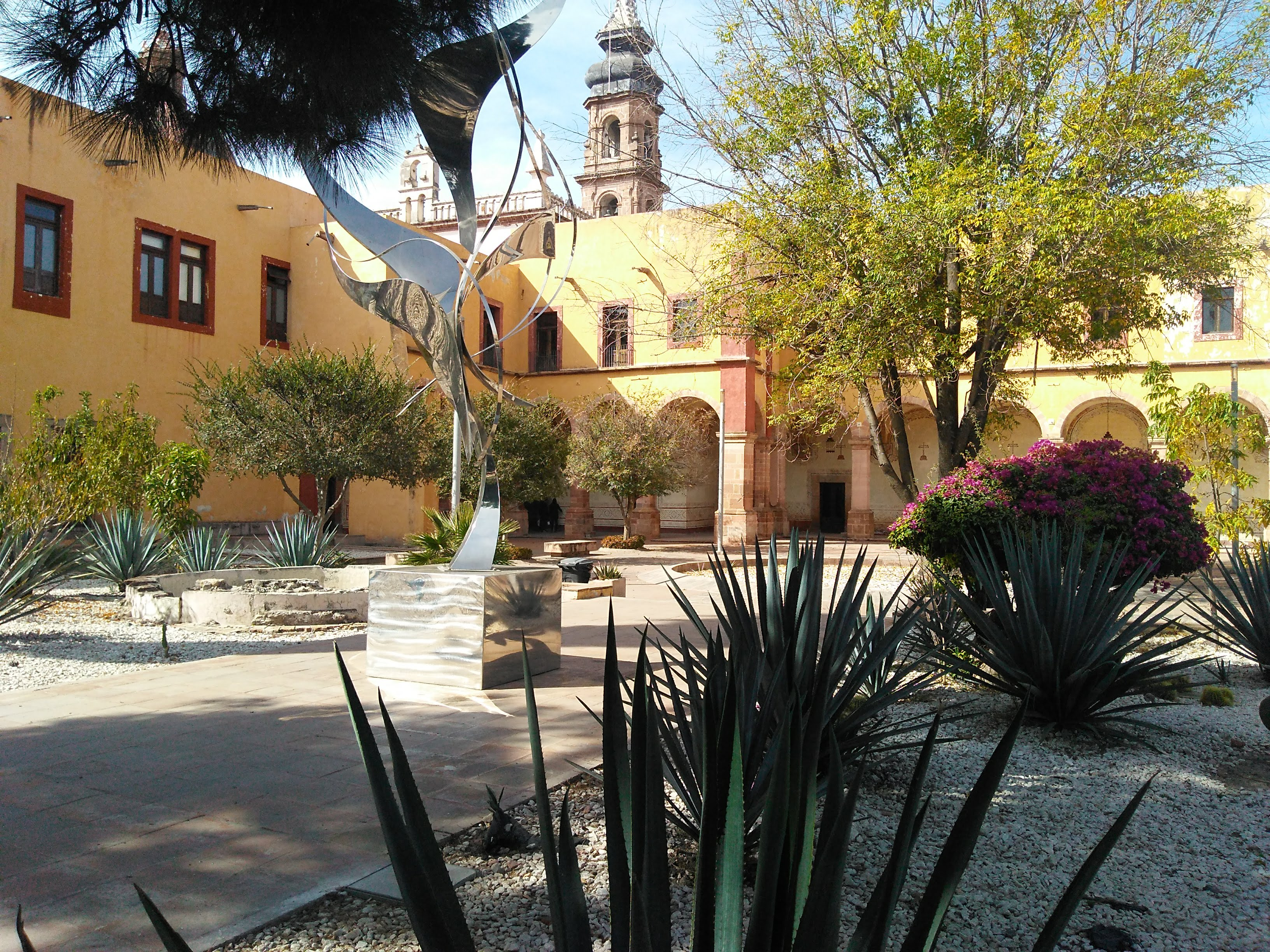
Jardines del ex-convento aledaño (ahora centro cultural civil).
Retablos de oro al interior del templo.